# あおい夏海
あおい 夏海（あおいなつみ、1985年〈昭和60年〉11月6日 - ）は、日本の女性タレント、アスリートクリエイター、元グラビアアイドル。山形県山形市出身。ホリプロに所属していた。
旧芸名は河井 あすな。2009年にグラビアアイドルとしてデビューし、2010年にアイドルユニット「ve.ナース」のメンバーとしても活動した後、2014年7月にあおい夏海に改名した。なお、旧芸名と同姓同名のAV女優とは別人である。
愛称はなつみん。キャッチフレーズは「はい、チェリー！」。

## 略歴・人物
山形県山形市出身。二人兄弟で年子の兄がいる。実家は江戸時代から300年以上続く老舗味噌屋の「原田こうじ・味噌」。父の代で五代目になる。
地元のミスコンではミスさくらんぼや、天童温泉くちびる美人コンテストイメージガールにも選ばれた。
小さいころからスポーツ万能で、小学校6年生の時にマラソン大会で学年1位になる。運動歴は小学校はミニバスケットボール、中学から高校はソフトテニス部。大学はサーフィン・ボディーボードサークルに入る。
大学4年の時に「全日本学生サーフィン選手権大会」のボディーボード部門で全国4位になる。
2013年からゴルフを始める。翌年からライザップゴルフに通い、2か月でスコア100切りを達成したことをきっかけとしてゴルフの楽しさを知り、人生で初めての趣味となる。現在ベストスコアは79。ドライバーの飛距離は230ヤード。
2016年には介護士の資格を取得した。
2017年頃からダイエットと筋トレに目覚め、1年間で14kgの減量に成功。自己紹介の時や動画の締めに「はい、チェリー！」のキャッチフレーズを使うようになる。
特技はオーバーヘッドキックで、2014年FIFAワールドカップブラジル大会の開催をきっかけに、仕事に繋げるためにビーチで練習を始めた。また、2018年FIFAワールドカップロシア大会の時に自身のSNSにオーバーヘッドキックの動画を投稿すると多くの反響があり、認知度が上がった。その後、多くのメディアからオファーが来た。
2018年、ミス・アースジャパン山形大会アンバサダー&大会MCを務める。スマートフォン向けアプリ『みんゴル』女子部イエローとして活動する。
2018年から2019年まで、JGTO日本ゴルフツアー選手権 森ビルカップSNSアンバサダーに就任した後、同年からフットゴルフを始める。
2020年、JGMアンバサダーに就任すると共にホリプロに所属。
2022年9月28日、「やまがた特命観光観光・つや姫大使」に就任したことを公表した。
2023年1月31日、自身のInstagramを更新し同日をもってホリプロとのマネジメント契約を終了したことを報告、以後はフリーで引き続き活動していくことを併せて報告した。
2023年4月1日、自身のInstagramで結婚したことを発表した。
フットサルチーム「XANADU loves NHC」に所属しており、2022年3月21日にアディダスフットボールパークで行われたステラFリーグでは、ザナドゥの優勝に貢献した。
2022年現在、アスリートクリエイターとして活動している。Instagramのフォロワー数は23万人を、ティックトックのフォロワー数は10万人を超えているが、かつて存在していたTwitter（現・X）のアカウントは2022年4月時点で閉鎖されている。

## 出演

### 番組・イベント出演
- BS12「ゴルフ女子 ヒロインバトル」（2020年4月）優勝
- 西口プロレスリングガール「西口向上委員会」（2015年）
- マルヰアミューズメント会社ゼストガール（2012年 - 2014年）

### CM
- ライザップゴルフ
- 株式会社平和（ゴルフシーン）
- FILA GOLF
- GOGAI亀戸店テニススクール

### イメージDVD
- Another Queen vol.16 あおい夏海（2014年1月15日、CYBER CAFE）
- Ymode vol.09 あおい夏海（2014年12月27日、CYBER CAFE）
- Ymode vol.15 あおい夏海（2015年2月10日、CYBER CAFE）
- 永遠のさくらんぼ娘 〜山形県産100%〜 あおい夏海（2017年12月21日、Tract）
- 君といた夏 あおい夏海（2018年6月4日、Tract）

### VR
- act.1 白い部屋 〜あなたのそばへ〜 あおい夏海（2016年11月10日、ファンタスティカ）
- act.1 白い部屋 〜あなたのそばへ〜 あおい夏海/峰岸ちひろ（2016年11月10日、ファンタスティカ）
- act.2 白い部屋 〜あなたのそばへ〜 あおい夏海（2016年11月18日、ファンタスティカ）
- act.2 白い部屋 〜あなたのそばへ〜 あおい夏海/峰岸ちひろ（2016年11月25日、ファンタスティカ）
- act.3 白い部屋 〜あなたのそばへ〜 あおい夏海（2016年12月2日、ファンタスティカ）
- あおい夏海 Digital Remaster Version 〜時間を超えて〜（2020年6月26日、ファンタスティカ）